# HEPHY
Das Kürzel HEPHY (sprich: he-fi) steht für Institut für Hochenergiephysik und ist ein Teil der Österreichischen Akademie der Wissenschaften. Es wurde 1966 mit dem Auftrag gegründet, die österreichische Beteiligung am Forschungszentrum CERN in Genf sicherzustellen. Seither war das HEPHY dort an verschiedenen Experimenten beteiligt, die unter anderem auch einen Nobelpreis hervorbrachten (UA1-Detektor, Physik-Nobelpreis 1984 für Carlo Rubbia und Simon van der Meer für die Entdeckung der W- und Z-Bosonen).

## Gegenwärtige Aktivitäten
Das HEPHY hat etwa 80 Mitarbeiter, wovon fünf permanent am CERN „stationiert“ sind. Die heutige CERN-Beteiligung erfolgt im Rahmen des Compact Muon Solenoid (CMS)-Experiments am Large Hadron Collider (LHC), wofür das HEPHY Hardware-Beiträge zum Silizium-Spurendetektor (Tracker) sowie der Elektronik für die Entscheidung physikalisch interessanter Ereignisse (Trigger) geliefert hat und Simulationen durchführt sowie gemessene Daten auswertet. Der LHC wurde am 10. September 2008 in Betrieb genommen und hat bereits 2012 zur Entdeckung des Higgs-Bosons geführt.
Weiters ist das HEPHY auch am Belle-Experiment (KEKB) sowie dessen Nachfolger Belle II des KEK-Forschungszentrum in Tsukuba, Japan beteiligt. Die dort gewonnenen Erkenntnisse wurden im Rahmen des Physik-Nobelpreises 2008 für Makoto Kobayashi und Toshihide Masukawa gewürdigt, da sie deren theoretische Vorhersagen über die CP-Verletzung experimentell bestätigen. Das HEPHY war an Entwicklung und Bau des Streifendetektors (SVD) für Belle II beteiligt, sowie am Betrieb des SVD.
Seit 2013 ist das HEPHY auch Mitglied der CRESST-Kollaboration, die sich mit der Suche nach dunkler Materie befasst. Weiterhin nutzt es die in CRESST entwickelten Sensoren auch im Rahmen der COSINUS-Kollaboration, für die das HEPHY neben dem Max-Planck-Institut für Physik Gründungsmitglied ist.
Das Institutsgebäude befindet sich an der Stelle der ehemaligen städtischen Mädchenvolksschule in Wien-Margareten, Nikolsdorfer Gasse 18.